# 라즈베리

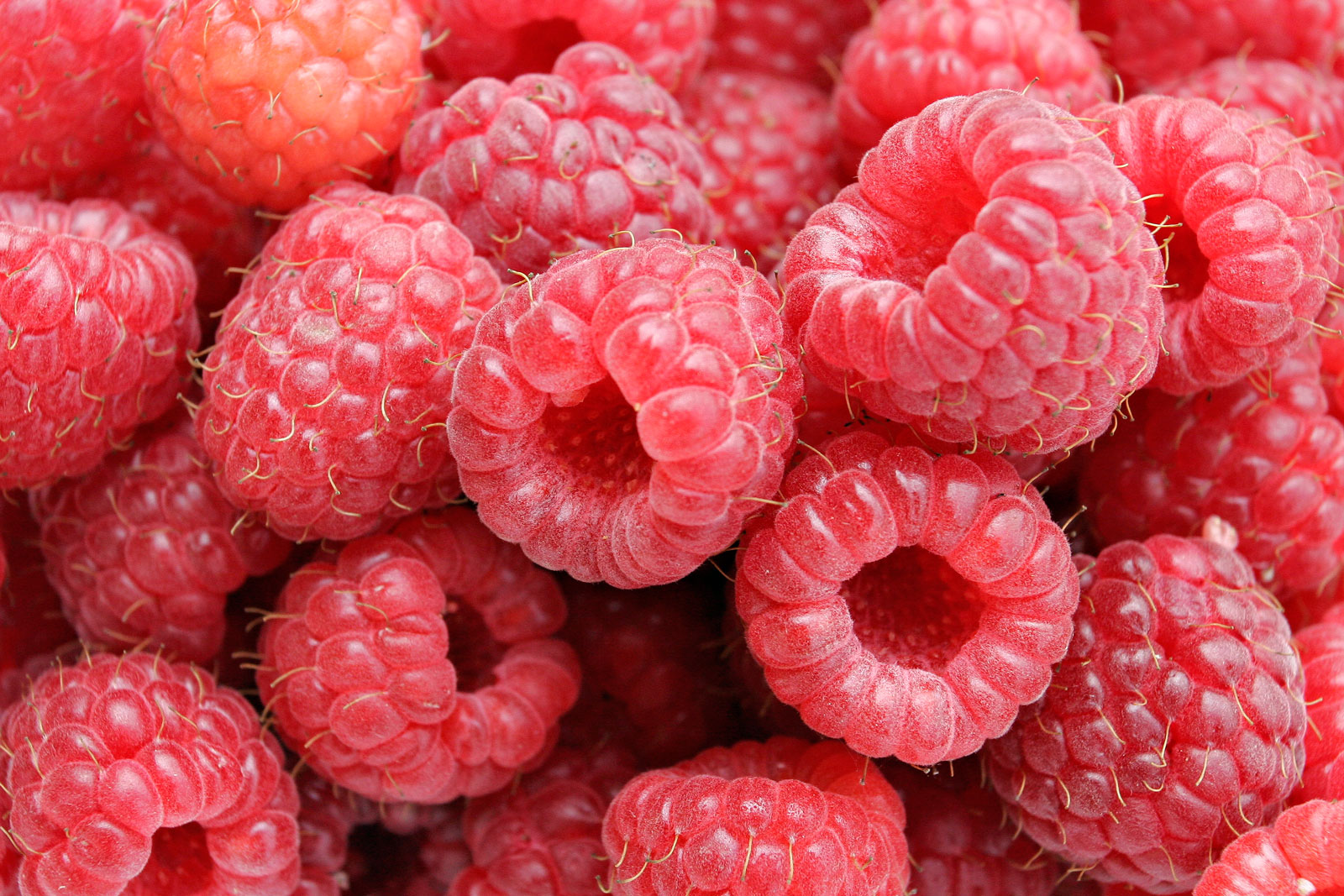
라즈베리

라즈베리(raspberry, 영국식 영어 발음: /ˈrɑ:zbəri/, 미국식 영어 발음: /ˈræzbɛri/)는 식용 가능한 산딸기속의 과일들을 일컫는 말이다. 원래는 루부스 이데우스(Rubus idaeus)라는 한 종만을 가리키는 말이었으나, 현재는 산딸기아속에 속하는 식물들을 지칭할 때 사용되기도 한다.
2022년 세계 라즈베리 생산량은 947,852톤으로 러시아가 전체 생산량의 22%를 차지했다. 라즈베리는 북유럽과 북미 전역에서 재배되며 전체 과일, 보존 식품, 케이크, 아이스크림, 리큐어 등 다양한 방식으로 섭취된다. 라즈베리는 비타민 C, 망간, 식이섬유의 풍부한 공급원이다.

## 종류
한반도 특산종인 복분자딸기(Rubus coreanus)도 상표명 등에서 ‘라즈베리’로 불린다. 라즈베리는 거의 모든 환경에서 자랄 수 있어 전 세계적으로 재배되고 있는 농산물이기도 하다. 현대에 널리 재배되고 있는 라즈베리 가운데 하나는 R. idaeus와 R. strigosus의 교배종이다.
산딸기아속 식물 가운데 "라즈베리"로 불리는 것은 다음과 같다.
- 곰딸기 R. phoenicolasius Maxim.
- 라즈베리 R. idaeus L.
  - R. idaeus subsp. strigosus (Michx.) Focke
- 멍석딸기 R. parvifolius L.
- 복분자딸기 R. coreanus Miq.
- 산딸기 R. crataegifolius Bunge
- 서양복분자 R. occidentalis L.
- R. ellipticus Sm.
- R. gunnianus Hook.
- R. leucodermis Douglas ex Torr. & A. Gray
- R. rosifolius Sm.

그 외에도 다음 식물이 "라즈베리"로 불린다.
- 바위딸기 R. deliciosus Torr. (아노플로바투스아속)
- 오도라투스산딸기 R. odoratus L. (아노플로바투스아속)
- 함경딸기 R. arcticus L. (킬락티스아속)
- R. nivalis Douglas (카마이바투스아속)
- R. sieboldii Blume (말라코바투스아속)

## 사진

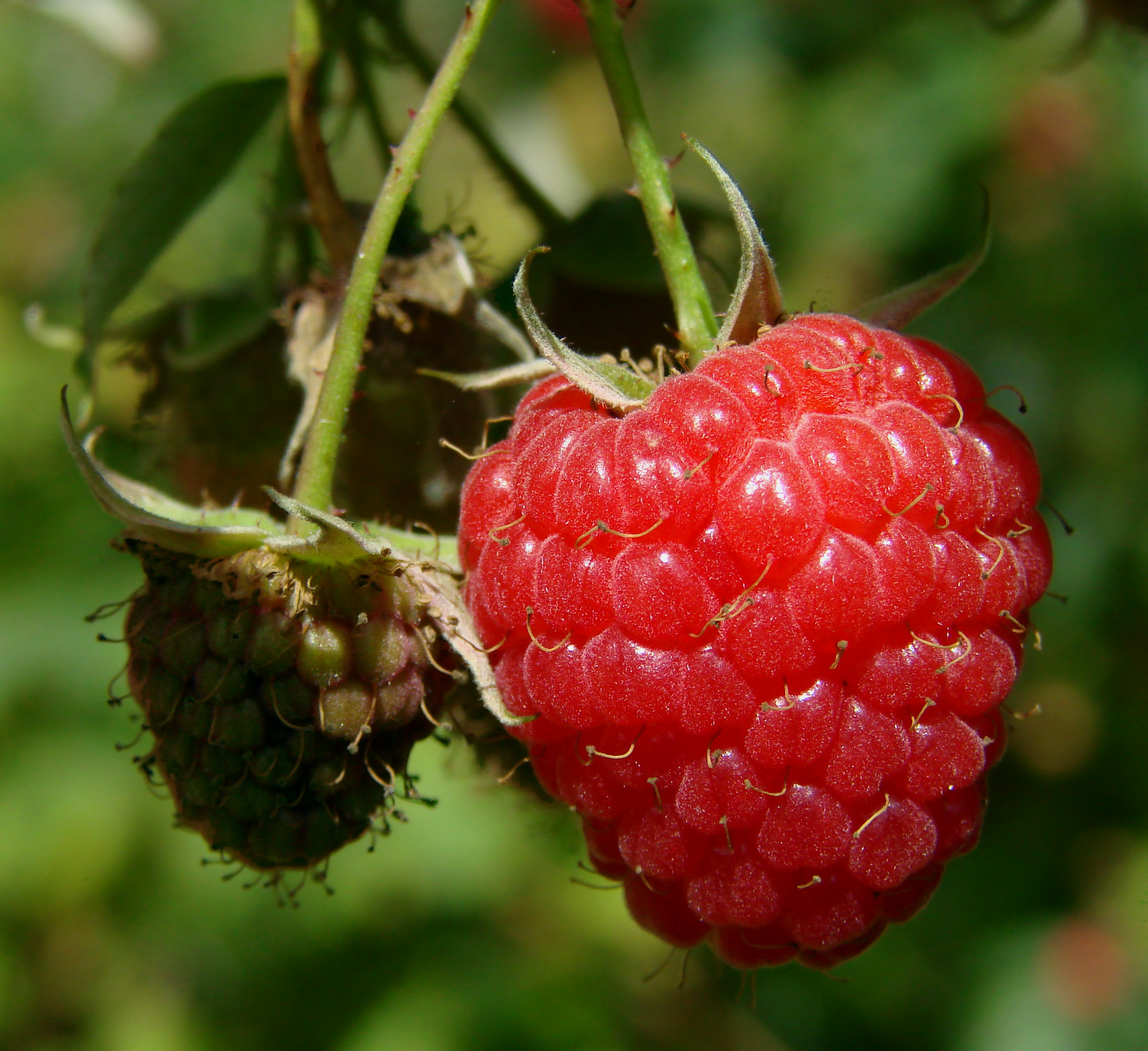

## 생산

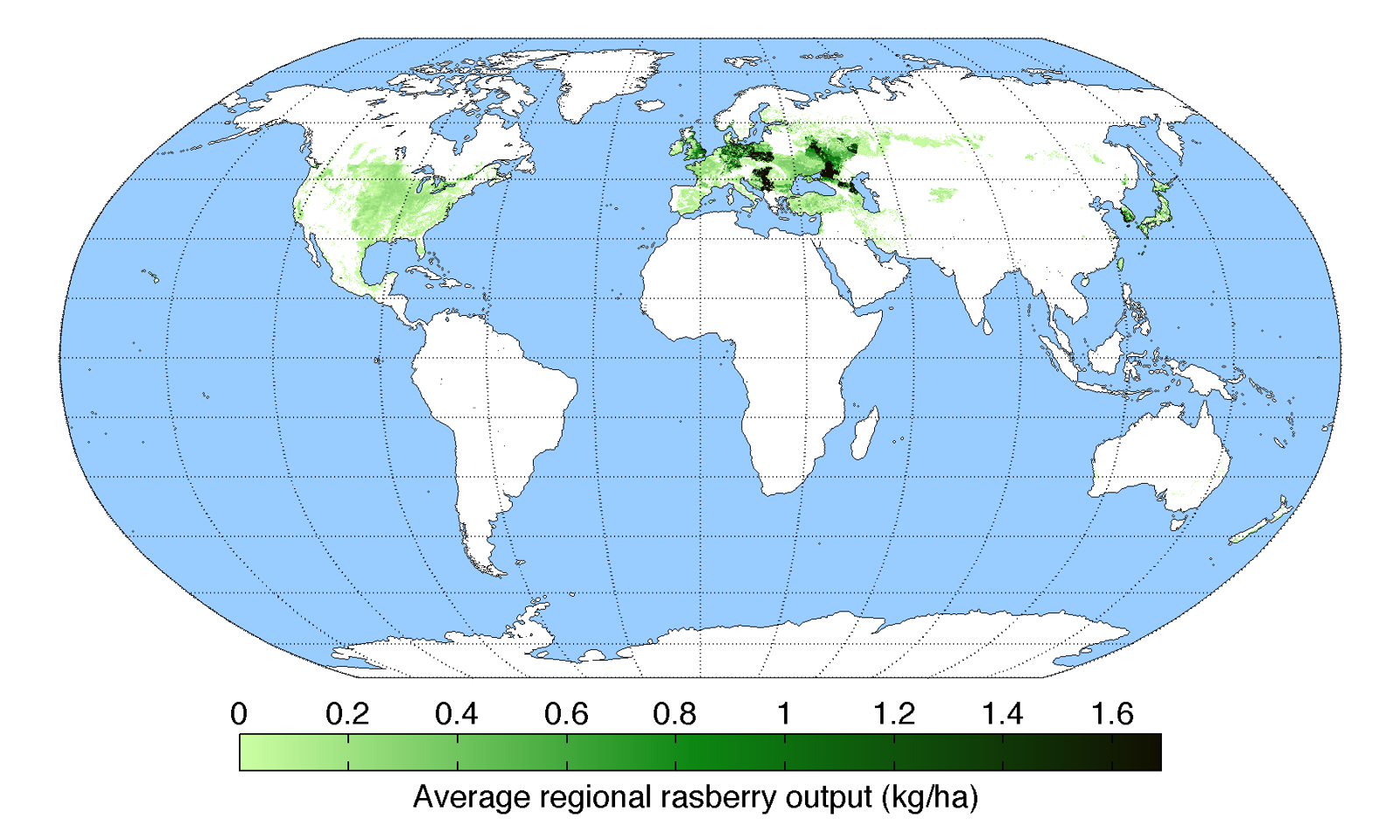
전 세계 라즈베리 생산량

| 라즈베리 생산량 – 2018년 | 라즈베리 생산량 – 2018년 |
| 국가                     | 생산량 (수천톤)          |
| ------------------------ | ------------------------ |
| 러시아                   | 166                      |
| 멕시코                   | 130                      |
| 세르비아                 | 127                      |
| 폴란드                   | 116                      |
| 미국                     | 99                       |
| 전 세계                  | 870                      |
| 출처: 유엔 FAOSTAT       |                          |

## 같이 보기
- 샹보르 (리큐어)